# بيز فيز
بيز فيز (بالإنجليزية: Piz Fess)‏ هو أحد جبال سلسلة جبال الألب ليبونتيني ويقع في كانتون غراوبوندن في سويسرا. يحتل المرتبة رقم 251 في قائمة جبال سويسرا من حيث الارتفاع، إذ يبلغ ارتفاعه حوالي 2880 متر، بينما يبلغ ارتفاع نتوء الجبل 501 متر، هذا وقد سجل أول وصول لقمة الجبل عام 1895.